# Indigofera dekindtii
Indigofera dekindtii är en ärtväxtart som beskrevs av Tisser. Indigofera dekindtii ingår i släktet indigosläktet, och familjen ärtväxter. Inga underarter finns listade i Catalogue of Life.